# Моята голяма луда гръцка сватба 3
„Моята голяма луда гръцка сватба 3“ (на английски: My Big Fat Greek Wedding 3) е предстояща американска романтична комедия от 2023 г. на режисьорката Ния Вардалос по неин сценарий, която изпълнява главната роля във филма с Джон Корбет, Луиз Мандилор, Елена Кампурис, Джия Каридес, Джоуи Фатоне, Лейни Казан и Андреа Мартин. Това е третият филм от поредицата „Моята голяма луда гръцка сватба“. Снимките се провеждат в Атина, Гърция от 22 юни до 10 август 2022 г.